# Grand Prix E3 2015
La 58e édition de Grand Prix E3 a eu lieu le 27 mars 2015. C'est la sixième épreuve de l'UCI World Tour 2015.
L'épreuve a été remportée en solitaire par le Britannique Geraint Thomas (Sky), qui a parcouru les 215 kilomètres du parcours en 5 h 15 min 0 s, soit à une vitesse moyenne de 40,952 km/h. Il s'impose respectivement de vingt-cinq et trente-huit secondes devant deux coureurs de la même équipe, le Tchèque Zdeněk Štybar et l'Italien Matteo Trentin (Etixx-Quick Step). Cent-vingt-six coureurs franchissent la ligne d'arrivée.
En marge de l'épreuve, l'E3 Sprint Challenge est organisé sous la forme d'un critérium où s'élancent à chaque fois quatre coureurs qui terminent par un sprint. Cette course est remportée par le Néerlandais Danny van Poppel (Trek Factory Racing). Il est suivi par l'Italien Andrea Guardini (Astana) et par le Belge Tim Merlier (Sunweb-Napoleon Games) lors de la finale à quatre.

## Présentation

### Parcours
Seize monts sont répertoriés pour cette course soit un de moins que l'édition précédente puisque le Kortekeer (nl) situé à une cinquantaine de kilomètres de l'arrivée est retiré :
| Mont | Nom               | Km    | Revêtement | Longueur (m) | Pente moyenne | Pente maxi | Km de l'arrivée |
| ---- | ----------------- | ----- | ---------- | ------------ | ------------- | ---------- | --------------- |
| 1    | Katteberg (nl)    | 31,9  | asphalte   | 600          | 6,7 %         |            | 186             |
| 2    | Leberg            | 41,3  | asphalte   | 700          | 6,1 %         | 14 %       | 176             |
| 3    | La Houppe         | 99,9  | asphalte   | 3 440        | 3,32 %        | 10 %       | 118             |
| 4    | Berg Stene (nl)   | 108,5 | asphalte   | 1 560        | 7,3 %         | 17 %       | 109             |
| 5    | Boigneberg (nl)   | 113,1 | asphalte   | 2 180        | 5,8 %         | 15 %       | 104             |
| 6    | Eikenberg         | 117,3 | pavés      | 1 200        | 5,6 %         | 11 %       | 100             |
| 7    | Stationsberg (nl) | 123   | pavés      | 460          | 3,2 %         | 5,7 %      | 95              |
| 8    | Taaienberg        | 127,6 | pavés      | 1 250        | 9,5 %         | 18 %       | 90              |
| 9    | Côte de Trieu     | 142,6 | asphalte   | 1 530        | 5,3 %         | 13,3 %     | 75              |
| 10   | Hotondberg (nl)   | 146,6 | asphalte   | 1 200        | 4 %           |            | 70              |
| 11   | Rotelenberg (nl)  | 155   | asphalte   | 1 110        | 3 %           |            | 63              |
| 12   | Kapelberg (nl)    | 169   | pavés      | 1 260        | 7,14 %        | 14 %       | 61              |
| 13   | Paterberg         | 173,1 | pavés      | 362          | 12 %          | 20 %       | 49              |
| 14   | Vieux Quaremont   | 177,3 | pavés      | 2 200        | 4,2 %         | 11 %       | 41              |
| 15   | Karnemelkbeek     | 183,7 | asphalte   | 1 530        | 4,2 %         |            | 34              |
| 16   | Tiegemberg        | 195,5 | asphalte   | 1 000        | 6,6 %         | 9 %        | 22              |

### Équipes
Vingt-quatre équipes participent à ce Grand Prix E3 - dix-sept WorldTeams et sept équipes continentales professionnelles :
| WorldTeams (17)- AG2R La Mondiale - Astana - BMC Racing Team - Cannondale-Garmin - Etixx-Quick Step - FDJ - Giant-Alpecin - IAM Cycling - Katusha - Lampre-Merida - Lotto NL-Jumbo - Lotto-Soudal - Movistar Team - Orica-GreenEDGE - Sky - Tinkoff-Saxo - Trek Factory Racing Équipes continentales professionnelles (7)- Androni Giocattoli - Europcar - MTN-Qhubeka - Roompot Oranje Peloton - Southeast - Topsport Vlaanderen-Baloise - Wanty-Groupe Gobert |
| |

### Primes
Les vingt prix sont attribués suivant le barème de l'UCI,. Le total général des prix distribués est de 40 000 €.
| Position | 1er      | 2e      | 3e      | 4e      | 5e      | 6e      | 7e      | 8e    | 9e    | 10e à 20e |
| Prix     | 16 000 € | 8 000 € | 4 000 € | 2 000 € | 1 600 € | 1 200 € | 1 100 € | 800 € | 400 € | 400 €     |

Ainsi, Geraint Thomas remporte 16 000 €, Zdeněk Štybar 8 000 €, Matteo Trentin 4 000 €, Alexander Kristoff 2 000 €, Sep Vanmarcke 1 600 €, Matti Breschel 1 200 €, Jürgen Roelandts 1 100 €, Jack Bauer 800 €, et enfin Jens Keukeleire, Daniel Oss, Borut Božič, Björn Leukemans, Luke Rowe, Niki Terpstra, Marco Marcato, Yoann Offredo, Vincent Jérôme, Tiesj Benoot, Edvald Boasson Hagen et Sylvain Chavanel 400 €.

### Favoris

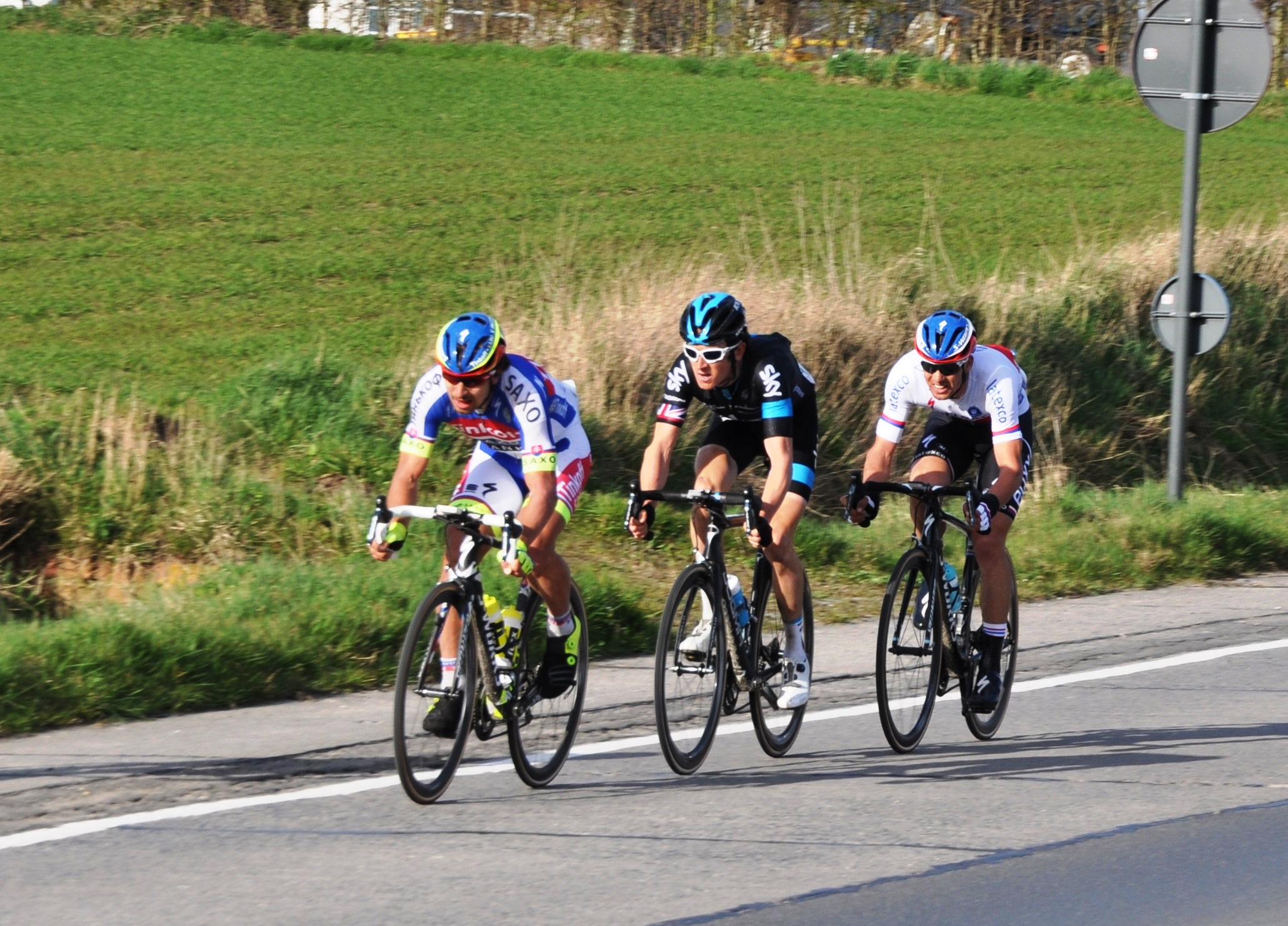
Peter Sagan, Geraint Thomas et Zdeněk Štybar sur la dernière échappée de l'E3.

Les deux principaux favoris de cette édition sont : le tenant du titre le Slovaque Peter Sagan (Tinkoff-Saxo) et le troisième l'an passé le Britannique Geraint Thomas (Sky).

### Politique de communication et polémique
Une affiche promotionnelle du grand prix, faisant référence à un geste de Peter Sagan qui avait « mimé » pincer les fesses d'une hôtesse, déclenche de nombreuses protestations et plaintes en justice, et est qualifiée de sexiste par l'institut belge pour l'égalité des hommes et des femmes. Après que l'institut, dans un communiqué de presse, a dénoncé « une violation de la loi anti-discrimination qui interdit tout comportement indésirable, hostile, offensant ou humiliant lié au sexe » et « exigé la cessation immédiate de la campagne et le retrait des affiches », celles-ci sont retirées. Selon le journal Sud-Ouest, il s'agit de la seconde affiche sexiste produite par les organisateurs, qui rechercheraient « le buzz ».

## Récit de la course
Le Britannique Geraint Thomas (Sky), le Tchèque Zdeněk Štybar (Etixx-Quick Step) et le Slovaque Peter Sagan (Tinkoff-Saxo) sont échappés ; Thomas lance une attaque à quatre kilomètres de l'arrivée, et seul Štybar tente de le suivre.
L'épreuve est remportée en solitaire par Thomas, qui a parcouru les 215 kilomètres du parcours en 5 h 15 min 0 s, soit à une vitesse moyenne de 40,952 km/h. Il s'impose respectivement de vingt-cinq et trente-huit secondes devant deux coureurs de la même équipes, Zdeněk Štybar et l'Italien Matteo Trentin.
La course a vu l'abandon de nombreux coureurs à cause de chutes, notamment celle du Suisse Fabian Cancellara (Trek Factory Racing) sur un secteur pavé. De ce fait, seuls cent-vingt-six coureurs franchissent la ligne d'arrivée, ce qui représente moins de 65 % des concurrents du départ.

## Classements

### Classement final

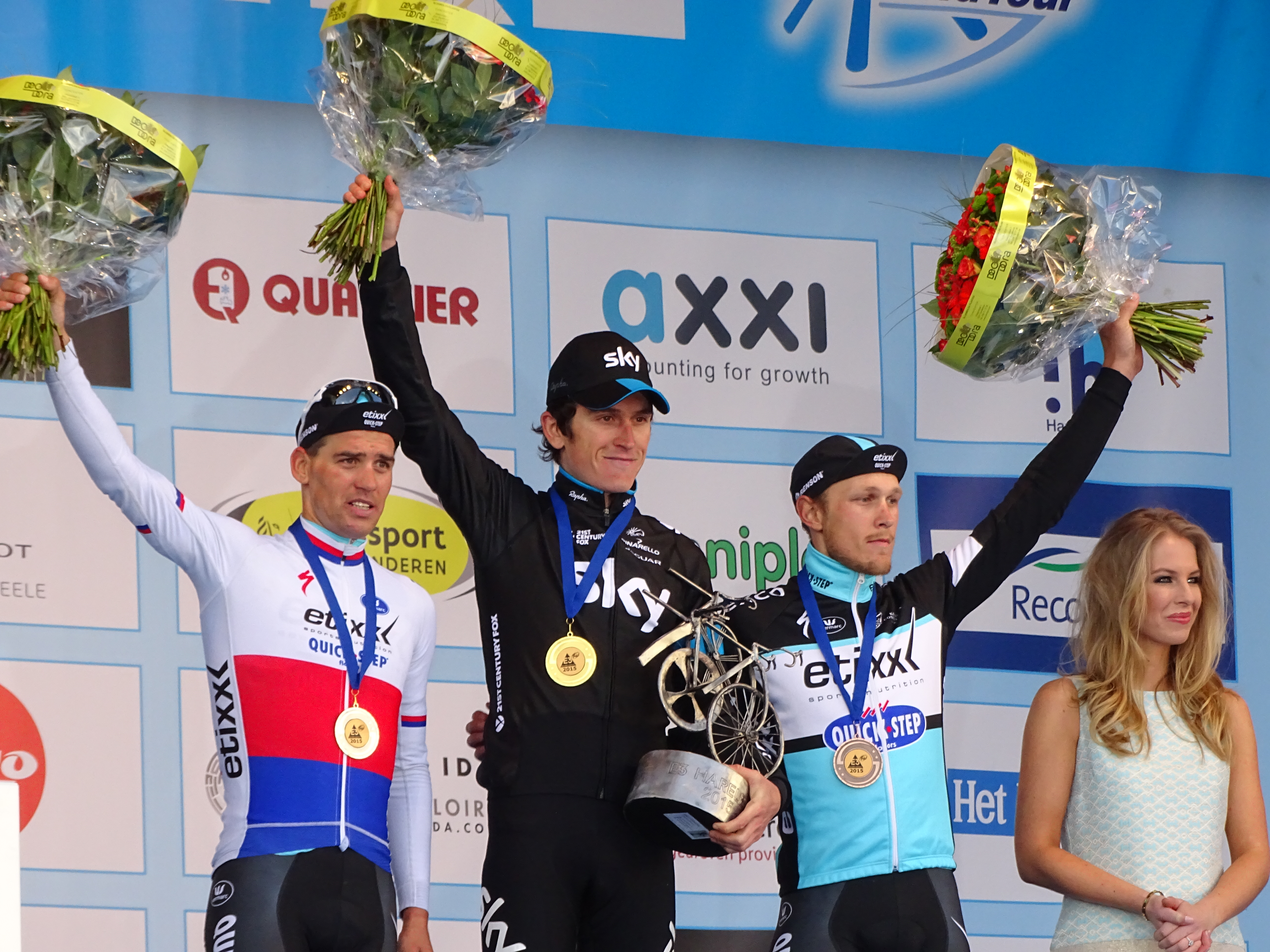
Zdeněk Štybar (2e), Geraint Thomas (1er) et Matteo Trentin (3e).

| \| Classement général \| Classement général \| Classement général \| Classement général \| Classement général \| \| Coureur \| Coureur \| Pays \| Équipe \| Temps \| \| ------------------ \| -------------------- \| ------------------ \| ------------------- \| ------------------ \| \| 1er \| Geraint Thomas \| Royaume-Uni \| Team Sky \| 5 h 15 min 00 s \| \| 2e \| Zdeněk Štybar \| Tchéquie \| Etixx-Quick Step \| + 25 s \| \| 3e \| Matteo Trentin \| Italie \| Etixx-Quick Step \| + 38 s \| \| 4e \| Alexander Kristoff \| Norvège \| Katusha \| + 38 s \| \| 5e \| Sep Vanmarcke \| Belgique \| LottoNL-Jumbo \| + 38 s \| \| 6e \| Matti Breschel \| Danemark \| Tinkoff-Saxo \| + 38 s \| \| 7e \| Jürgen Roelandts \| Belgique \| Lotto-Soudal \| + 38 s \| \| 8e \| Jack Bauer \| Nouvelle-Zélande \| Cannondale-Garmin \| + 38 s \| \| 9e \| Jens Keukeleire \| Belgique \| Orica-GreenEDGE \| + 38 s \| \| 10e \| Daniel Oss \| Italie \| BMC Racing Team \| + 38 s \| \| 11e \| Borut Božič \| Slovénie \| Astana \| + 38 s \| \| 12e \| Björn Leukemans \| Belgique \| Wanty-Groupe Gobert \| + 38 s \| \| 13e \| Luke Rowe \| Royaume-Uni \| Team Sky \| + 38 s \| \| 14e \| Niki Terpstra \| Pays-Bas \| Etixx-Quick Step \| + 38 s \| \| 15e \| Marco Marcato \| Italie \| Wanty-Groupe Gobert \| + 38 s \| \| 16e \| Yoann Offredo \| France \| FDJ \| + 38 s \| \| 17e \| Vincent Jérôme \| France \| Team Europcar \| + 38 s \| \| 18e \| Tiesj Benoot \| Belgique \| Lotto-Soudal \| + 38 s \| \| 19e \| Edvald Boasson Hagen \| Norvège \| MTN-Qhubeka \| + 38 s \| \| 20e \| Sylvain Chavanel \| France \| IAM Cycling \| + 38 s \| |                      |                  |                     |                 |
| |                      |                  |                     |                 |
| Sources : ProCyclingStats Cycling Quotient Cycling Archives |                      |                  |                     |                 |
| Classement général |                      |                  |                     |                 |
| Coureur | Coureur              | Pays             | Équipe              | Temps           |
| 1er | Geraint Thomas       | Royaume-Uni      | Team Sky            | 5 h 15 min 00 s |
| 2e | Zdeněk Štybar        | Tchéquie         | Etixx-Quick Step    | + 25 s          |
| 3e | Matteo Trentin       | Italie           | Etixx-Quick Step    | + 38 s          |
| 4e | Alexander Kristoff   | Norvège          | Katusha             | + 38 s          |
| 5e | Sep Vanmarcke        | Belgique         | LottoNL-Jumbo       | + 38 s          |
| 6e | Matti Breschel       | Danemark         | Tinkoff-Saxo        | + 38 s          |
| 7e | Jürgen Roelandts     | Belgique         | Lotto-Soudal        | + 38 s          |
| 8e | Jack Bauer           | Nouvelle-Zélande | Cannondale-Garmin   | + 38 s          |
| 9e | Jens Keukeleire      | Belgique         | Orica-GreenEDGE     | + 38 s          |
| 10e | Daniel Oss           | Italie           | BMC Racing Team     | + 38 s          |
| 11e | Borut Božič          | Slovénie         | Astana              | + 38 s          |
| 12e | Björn Leukemans      | Belgique         | Wanty-Groupe Gobert | + 38 s          |
| 13e | Luke Rowe            | Royaume-Uni      | Team Sky            | + 38 s          |
| 14e | Niki Terpstra        | Pays-Bas         | Etixx-Quick Step    | + 38 s          |
| 15e | Marco Marcato        | Italie           | Wanty-Groupe Gobert | + 38 s          |
| 16e | Yoann Offredo        | France           | FDJ                 | + 38 s          |
| 17e | Vincent Jérôme       | France           | Team Europcar       | + 38 s          |
| 18e | Tiesj Benoot         | Belgique         | Lotto-Soudal        | + 38 s          |
| 19e | Edvald Boasson Hagen | Norvège          | MTN-Qhubeka         | + 38 s          |
| 20e | Sylvain Chavanel     | France           | IAM Cycling         | + 38 s          |

### UCI World Tour
Ce Grand Prix E3 attribue des points pour l'UCI World Tour 2015, par équipes uniquement aux équipes ayant un label WorldTeam, individuellement uniquement aux coureurs des équipes ayant un label WorldTeam.
| Position,          | 1er | 2e | 3e | 4e | 5e | 6e | 7e | 8e | 9e | 10e |
| Classement général | 80  | 60 | 50 | 40 | 30 | 22 | 14 | 10 | 6  | 2   |

Ainsi, Geraint Thomas (1er) remporte quatre-vingt points, Zdeněk Štybar (2e) soixante points, Matteo Trentin (3e) cinquante points, Alexander Kristoff (4e) quarante points, Sep Vanmarcke (5e) trente points, Matti Breschel (6e) vingt-deux points, Jürgen Roelandts (7e) quatorze points, Jack Bauer (8e) dix points, Jens Keukeleire (9e) six points, et Daniel Oss (10e) deux points.

#### Classement individuel
Ci-dessous, le classement individuel de l'UCI World Tour à l'issue de la course.
| Rang | Coureur            | Équipe              | Points |
| ---- | ------------------ | ------------------- | ------ |
| 1    | Richie Porte       | Sky                 | 198    |
| 2    | Geraint Thomas     | Sky                 | 134    |
| 3    | Alexander Kristoff | Katusha             | 127    |
| 4    | Rohan Dennis       | BMC Racing          | 114    |
| 5    | Nairo Quintana     | Movistar            | 106    |
| 6    | John Degenkolb     | Giant-Alpecin       | 102    |
| 7    | Michał Kwiatkowski | Etixx-Quick Step    | 89     |
| 8    | Bauke Mollema      | Trek Factory Racing | 84     |
| 9    | Michael Matthews   | Orica-GreenEDGE     | 79     |
| 10   | Simon Špilak       | Katusha             | 78     |

#### Classement par pays
Ci-dessous, le classement par pays de l'UCI World Tour à l'issue de la course.
| Rang | Pays        | Points |
| ---- | ----------- | ------ |
| 1    | Australie   | 473    |
| 2    | Italie      | 201    |
| 3    | Colombie    | 191    |
| 4    | Pays-Bas    | 189    |
| 5    | Espagne     | 162    |
| 6    | Royaume-Uni | 144    |
| 7    | Norvège     | 127    |
| 8    | France      | 122    |
| 9    | Allemagne   | 111    |
| 10   | Pologne     | 91     |

#### Classement par équipes
Ci-dessous, le classement par équipes de l'UCI World Tour à l'issue de la course.
| Rang | Équipe              | Points |
| ---- | ------------------- | ------ |
| 1    | Sky                 | 370    |
| 2    | Etixx-Quick Step    | 279    |
| 3    | Katusha             | 211    |
| 4    | Movistar            | 206    |
| 5    | BMC Racing          | 201    |
| 6    | Lampre-Merida       | 167    |
| 7    | Giant-Alpecin       | 166    |
| 8    | Tinkoff-Saxo        | 153    |
| 9    | Orica-GreenEDGE     | 136    |
| 10   | Trek Factory Racing | 128    |

### Classement du E3 Sprint Challenge
L'E3 Sprint Challenge est une course d'attente organisée pour la deuxième fois à Harelbeke sur un critérium. Ces courses regroupent à chaque fois quatre coureurs et se terminent par un sprint. Les diverses arrivées permettent de donner une position aux seize coureurs présents. Le temps n'est pas pris en compte pour le classement final.
L'E3 Sprint Challenge est remportée par le Néerlandais Danny van Poppel (Trek Factory Racing). Il est suivi par l'Italien Andrea Guardini (Astana) et par le Belge Tim Merlier (Sunweb-Napoleon Games) lors de la finale à quatre.
| Classement du E3 Sprint Challenge | Classement du E3 Sprint Challenge | Classement du E3 Sprint Challenge | Classement du E3 Sprint Challenge | Classement du E3 Sprint Challenge |
|                                   | Coureur                           | Pays                              | Équipe                            | Temps                             |
| --------------------------------- | --------------------------------- | --------------------------------- | --------------------------------- | --------------------------------- |
| 1er                               | Danny van Poppel                  | Pays-Bas                          | Trek Factory Racing               |                                   |
| 2e                                | Andrea Guardini                   | Italie                            | Astana                            |                                   |
| 3e                                | Tim Merlier                       | Belgique                          | Sunweb-Napoleon Games             |                                   |
| 4e                                | Justin Jules                      | France                            | Veranclassic-Ekoï                 |                                   |
| 5e                                | Dylan Groenewegen                 | Pays-Bas                          | Roompot Oranje Peloton            |                                   |
| 6e                                | Jasper De Buyst                   | Belgique                          | Lotto-Soudal                      |                                   |
| 7e                                | Alexander Maes                    | Belgique                          | An Post-ChainReaction             |                                   |
| 8e                                | Nacer Bouhanni                    | France                            | Cofidis                           |                                   |
| 9e                                | Jonas Van Genechten               | Belgique                          | IAM                               |                                   |
| 10e                               | Alessandro Petacchi               | Italie                            | Southeast                         |                                   |
| 11e                               | Boy van Poppel                    | Pays-Bas                          | Trek Factory Racing               |                                   |
| 12e                               | Kenny De Ketele                   | Belgique                          | Topsport Vlaanderen-Baloise       |                                   |
| 13e                               | Juraj Sagan                       | Slovaquie                         | Tinkoff-Saxo                      |                                   |
| 14e                               | Thieme Van Ruymbeke               | Belgique                          | Atom 6-Tops Antiek                |                                   |
| 15e                               | Emiel Wastyn                      | Belgique                          | Verandas Willems                  |                                   |
| 16e                               | Alphonse Vermote                  | Belgique                          | Vastgoedservice-Golden Palace     |                                   |

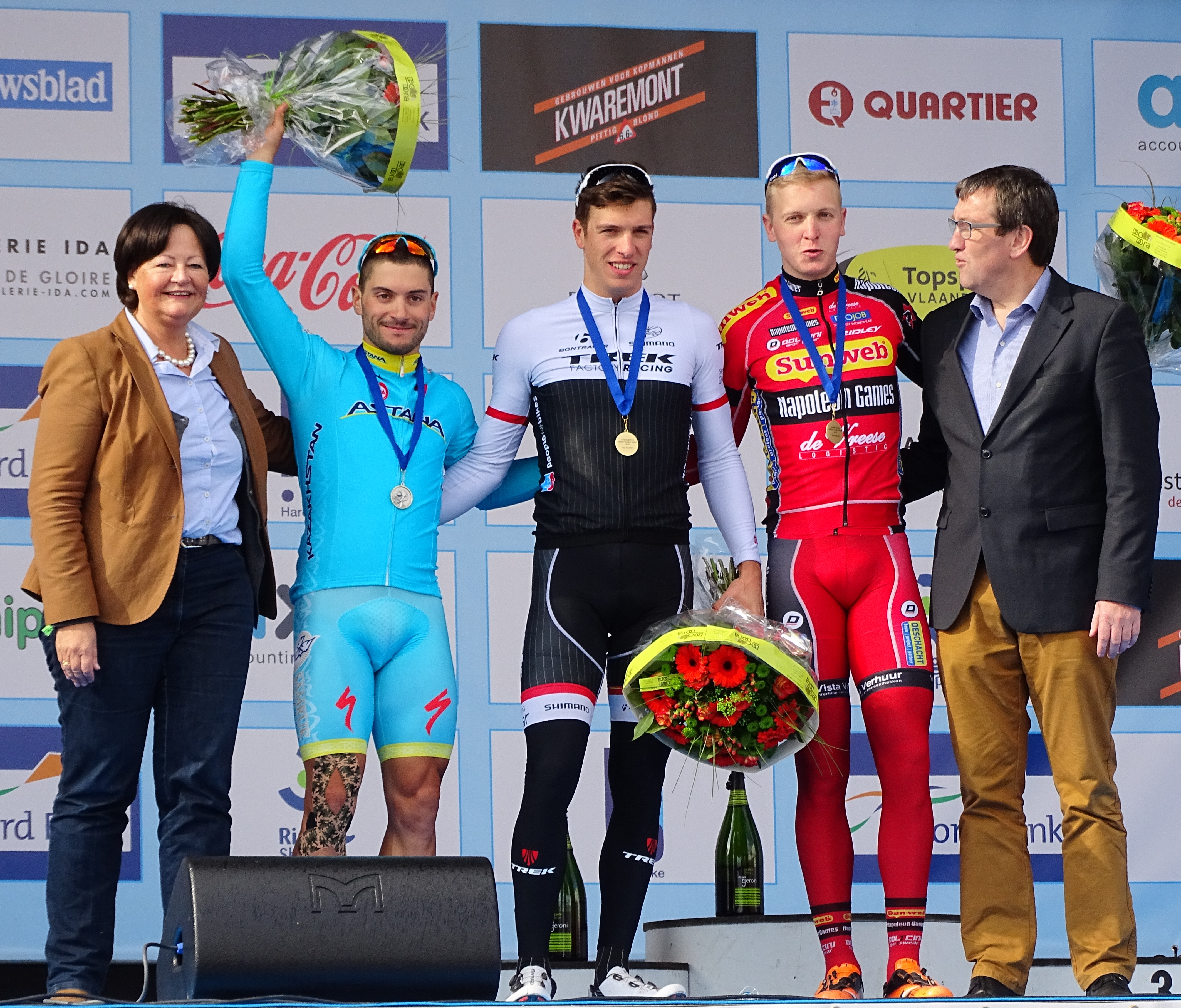
Andrea Guardini (2e), Danny van Poppel (1er) et Tim Merlier (3e).

| modifier                          |                                   |                                   |                                   |                                   |

## Liste des participants
- Liste de départ complète

| Légende | Légende                                                                    | Légende | Légende                                                    |
| ------- | -------------------------------------------------------------------------- | ------- | ---------------------------------------------------------- |
| Num     | Dossard de départ porté par le coureur sur ce Grand Prix E3                | Pos     | Position à l'arrivée de la course                          |
|         | Indique un maillot de champion national ou mondial, suivi de sa spécialité | NP      | Indique un coureur qui n'a pas pris le départ de la course |
| AB      | Indique un coureur qui n'a pas terminé la course                           | HD      | Indique un coureur qui a terminé la course hors des délais |

| Tinkoff-Saxo TCS                    | Tinkoff-Saxo TCS          | Tinkoff-Saxo TCS |
| ----------------------------------- | ------------------------- | ---------------- |
| Num                                 | Coureur                   | Pos              |
| 1                                   | Peter Sagan (SVK) (Route) | 30e              |
| 2                                   | Pavel Brutt (RUS)         | 91e              |
| 3                                   | Maciej Bodnar (POL)       | 85e              |
| 4                                   | Matti Breschel (DEN)      | 6e               |
| 5                                   | Michal Kolář (SVK)        | AB               |
| 6                                   | Michael Mørkøv (DEN)      | 34e              |
| 7                                   | Matteo Tosatto (ITA)      | 95e              |
| 8                                   | Nikolay Trusov (RUS)      | 96e              |
| Directeur sportif : Lars Michaelsen |                           |                  |

| Etixx-Quick Step EQS                 | Etixx-Quick Step EQS           | Etixx-Quick Step EQS |
| ------------------------------------ | ------------------------------ | -------------------- |
| Num                                  | Coureur                        | Pos                  |
| 11                                   | Iljo Keisse (BEL)              | AB                   |
| 12                                   | Zdeněk Štybar (CZE) (Route)    | 2e                   |
| 13                                   | Julien Vermote (BEL)           | 53e                  |
| 14                                   | Niki Terpstra (NED)            | 14e                  |
| 15                                   | Matteo Trentin (ITA)           | 3e                   |
| 16                                   | Guillaume Van Keirsbulck (BEL) | 49e                  |
| 17                                   | Stijn Vandenbergh (BEL)        | 27e                  |
| 18                                   | Yves Lampaert (BEL)            | 21e                  |
| Directeur sportif : Wilfried Peeters |                                |                      |

| Lotto-Soudal LTS                  | Lotto-Soudal LTS       | Lotto-Soudal LTS |
| --------------------------------- | ---------------------- | ---------------- |
| Num                               | Coureur                | Pos              |
| 21                                | Jürgen Roelandts (BEL) | 7e               |
| 22                                | Vegard Breen (NOR)     | AB               |
| 23                                | Kris Boeckmans (BEL)   | AB               |
| 24                                | Sean De Bie (BEL)      | 67e              |
| 25                                | Tiesj Benoot (BEL)     | 18e              |
| 26                                | Gert Dockx (BEL)       | AB               |
| 27                                | Marcel Sieberg (GER)   | 68e              |
| 28                                | Dennis Vanendert (BEL) | AB               |
| Directeur sportif : Herman Frison |                        |                  |

| Trek Factory Racing TFR        | Trek Factory Racing TFR | Trek Factory Racing TFR |
| ------------------------------ | ----------------------- | ----------------------- |
| Num                            | Coureur                 | Pos                     |
| 31                             | Fabian Cancellara (SUI) | AB                      |
| 32                             | Stijn Devolder (BEL)    | 62e                     |
| 33                             | Markel Irizar (ESP)     | 52e                     |
| 34                             | Yaroslav Popovych (UKR) | 87e                     |
| 35                             | Grégory Rast (SUI)      | 42e                     |
| 36                             | Hayden Roulston (NZL)   | 48e                     |
| 37                             | Gert Steegmans (BEL)    | 80e                     |
| 38                             | Jesse Sergent (NZL)     | 98e                     |
| Directeur sportif : Dirk Demol |                         |                         |

| Astana AST                         | Astana AST              | Astana AST |
| ---------------------------------- | ----------------------- | ---------- |
| Num                                | Coureur                 | Pos        |
| 41                                 | Lars Boom (NED)         | AB         |
| 42                                 | Borut Božič (SLO)       | 11e        |
| 43                                 | Laurens De Vreese (BEL) | 55e        |
| 44                                 | Arman Kamyshev (KAZ)    | AB         |
| 45                                 | Andriy Grivko (UKR)     | 60e        |
| 46                                 | Dmitriy Gruzdev (KAZ)   | 61e        |
| 47                                 | Alexey Lutsenko (KAZ)   | 69e        |
| 48                                 | Ruslan Tleubayev (KAZ)  | AB         |
| Directeur sportif : Stefano Zanini |                         |            |

| BMC Racing BMC                   | BMC Racing BMC          | BMC Racing BMC |
| -------------------------------- | ----------------------- | -------------- |
| Num                              | Coureur                 | Pos            |
| 51                               | Greg Van Avermaet (BEL) | 88e            |
| 52                               | Marcus Burghardt (GER)  | 22e            |
| 53                               | Silvan Dillier (SUI)    | 72e            |
| 54                               | Jempy Drucker (LUX)     | 32e            |
| 55                               | Daniel Oss (ITA)        | 10e            |
| 56                               | Manuel Quinziato (ITA)  | 70e            |
| 57                               | Michael Schär (SUI)     | 56e            |
| 58                               | Rick Zabel (GER)        | 114e           |
| Directeur sportif : Valerio Piva |                         |                |

| FDJ                                  | FDJ                      | FDJ  |
| ------------------------------------ | ------------------------ | ---- |
| Num                                  | Coureur                  | Pos  |
| 61                                   | William Bonnet (FRA)     | AB   |
| 62                                   | David Boucher (FRA)      | AB   |
| 63                                   | Murilo Fischer (BRA)     | AB   |
| 64                                   | Matthieu Ladagnous (FRA) | 63e  |
| 65                                   | Johan Le Bon (FRA)       | 121e |
| 66                                   | Mickaël Delage (FRA)     | 40e  |
| 67                                   | Yoann Offredo (FRA)      | 16e  |
| 68                                   | Marc Sarreau (FRA)       | AB   |
| Directeur sportif : Frédéric Guesdon |                          |      |

| IAM                               | IAM                             | IAM  |
| --------------------------------- | ------------------------------- | ---- |
| Num                               | Coureur                         | Pos  |
| 71                                | Dries Devenyns (BEL)            | 90e  |
| 72                                | Matthias Brändle (AUT)          | 112e |
| 73                                | Sylvain Chavanel (FRA)          | 20e  |
| 74                                | Heinrich Haussler (AUS) (Route) | 84e  |
| 75                                | Reto Hollenstein (SUI)          | AB   |
| 76                                | Roger Kluge (GER)               | AB   |
| 77                                | Vicente Reynés (ESP)            | 101e |
| 78                                | Aleksejs Saramotins (LAT)       | AB   |
| Directeur sportif : Eddy Seigneur |                                 |      |

| Lampre-Merida LAM                | Lampre-Merida LAM             | Lampre-Merida LAM |
| -------------------------------- | ----------------------------- | ----------------- |
| Num                              | Coureur                       | Pos               |
| 81                               | Filippo Pozzato (ITA)         | NP                |
| 82                               | Niccolò Bonifazio (ITA)       | AB                |
| 83                               | Davide Cimolai (ITA)          | 126e              |
| 84                               | Sacha Modolo (ITA)            | AB                |
| 85                               | Manuele Mori (ITA)            | 38e               |
| 86                               | Luka Pibernik (SLO)           | AB                |
| 87                               | Maximiliano Richeze (ARG)     | AB                |
| 88                               | Nélson Oliveira (POR) (Route) | 125e              |
| Directeur sportif : Mario Scirea |                               |                   |

| Movistar MOV                            | Movistar MOV               | Movistar MOV |
| --------------------------------------- | -------------------------- | ------------ |
| Num                                     | Coureur                    | Pos          |
| 91                                      | Andrey Amador (CRC)        | AB           |
| 92                                      | Jonathan Castroviejo (ESP) | AB           |
| 93                                      | Imanol Erviti (ESP)        | AB           |
| 94                                      | John Gadret (FRA)          | 82e          |
| 95                                      | Gorka Izagirre (ESP)       | 83e          |
| 96                                      | Adriano Malori (ITA)       | AB           |
| 97                                      | Nairo Quintana (COL)       | AB           |
| 98                                      | Francisco Ventoso (ESP)    | AB           |
| Directeur sportif : José Luis Jaimerena |                            |              |

| Orica-GreenEDGE OGE                 | Orica-GreenEDGE OGE   | Orica-GreenEDGE OGE |
| ----------------------------------- | --------------------- | ------------------- |
| Num                                 | Coureur               | Pos                 |
| 101                                 | Jens Keukeleire (BEL) | 9e                  |
| 102                                 | Mitchell Docker (AUS) | 66e                 |
| 103                                 | Luke Durbridge (AUS)  | 71e                 |
| 104                                 | Mathew Hayman (AUS)   | 74e                 |
| 105                                 | Michael Hepburn (AUS) | AB                  |
| 106                                 | Leigh Howard (AUS)    | AB                  |
| 107                                 | Jens Mouris (NED)     | AB                  |
| 108                                 | Adam Blythe (GBR)     | AB                  |
| Directeur sportif : Laurenzo Lapage |                       |                     |

| Cannondale-Garmin TCG             | Cannondale-Garmin TCG             | Cannondale-Garmin TCG |
| --------------------------------- | --------------------------------- | --------------------- |
| Num                               | Coureur                           | Pos                   |
| 111                               | Jack Bauer (NZL)                  | 8e                    |
| 112                               | Lasse Norman Hansen (DEN)         | 119e                  |
| 113                               | Ted King (USA)                    | 118e                  |
| 114                               | Kristjan Koren (SLO)              | 100e                  |
| 115                               | Sebastian Langeveld (NED) (Route) | AB                    |
| 116                               | Alan Marangoni (ITA)              | 50e                   |
| 117                               | Kristoffer Skjerping (NOR)        | 120e                  |
| 118                               | Dylan van Baarle (NED)            | 24e                   |
| Directeur sportif : Andreas Klier |                                   |                       |

| Giant-Alpecin TGA                | Giant-Alpecin TGA     | Giant-Alpecin TGA |
| -------------------------------- | --------------------- | ----------------- |
| Num                              | Coureur               | Pos               |
| 121                              | John Degenkolb (GER)  | 25e               |
| 122                              | Nikias Arndt (GER)    | AB                |
| 123                              | Roy Curvers (NED)     | 104e              |
| 124                              | Bert De Backer (BEL)  | 115e              |
| 125                              | Koen de Kort (NED)    | 58e               |
| 126                              | Ramon Sinkeldam (NED) | 54e               |
| 127                              | Albert Timmer (NED)   | AB                |
| 128                              | Zico Waeytens (BEL)   | 29e               |
| Directeur sportif : Aike Visbeek |                       |                   |

| Katusha KAT                         | Katusha KAT                  | Katusha KAT |
| ----------------------------------- | ---------------------------- | ----------- |
| Num                                 | Coureur                      | Pos         |
| 131                                 | Alexander Kristoff (NOR)     | 4e          |
| 132                                 | Sven Erik Bystrøm (NOR)      | 92e         |
| 133                                 | Jacopo Guarnieri (ITA)       | AB          |
| 134                                 | Alexey Tsatevitch (RUS)      | 105e        |
| 135                                 | Alexandr Kolobnev (RUS)      | 28e         |
| 136                                 | Viatcheslav Kouznetsov (RUS) | 97e         |
| 137                                 | Luca Paolini (ITA)           | 33e         |
| 138                                 | Gatis Smukulis (LAT)         | AB          |
| Directeur sportif : Torsten Schmidt |                              |             |

| Lotto NL-Jumbo TLJ            | Lotto NL-Jumbo TLJ       | Lotto NL-Jumbo TLJ |
| ----------------------------- | ------------------------ | ------------------ |
| Num                           | Coureur                  | Pos                |
| 141                           | Sep Vanmarcke (BEL)      | 5e                 |
| 142                           | Tom Leezer (NED)         | 93e                |
| 143                           | Bram Tankink (NED)       | 31e                |
| 144                           | Maarten Tjallingii (NED) | AB                 |
| 145                           | Tom Van Asbroeck (BEL)   | 36e                |
| 146                           | Rick Flens (NED)         | AB                 |
| 147                           | Robert Wagner (GER)      | AB                 |
| 148                           | Maarten Wynants (BEL)    | 75e                |
| Directeur sportif : Jan Boven |                          |                    |

| Sky SKY                           | Sky SKY                | Sky SKY |
| --------------------------------- | ---------------------- | ------- |
| Num                               | Coureur                | Pos     |
| 151                               | Andrew Fenn (GBR)      | AB      |
| 152                               | Ian Stannard (GBR)     | 26e     |
| 153                               | Bernhard Eisel (AUT)   | 86e     |
| 154                               | Elia Viviani (ITA)     | AB      |
| 155                               | Christian Knees (GER)  | 116e    |
| 156                               | Salvatore Puccio (ITA) | 77e     |
| 157                               | Luke Rowe (GBR)        | 13e     |
| 158                               | Geraint Thomas (GBR)   | 1er     |
| Directeur sportif : Gabriel Rasch |                        |         |

| AG2R La Mondiale ALM              | AG2R La Mondiale ALM     | AG2R La Mondiale ALM |
| --------------------------------- | ------------------------ | -------------------- |
| Num                               | Coureur                  | Pos                  |
| 161                               | Johan Vansummeren (BEL)  | 76e                  |
| 162                               | Gediminas Bagdonas (LTU) | 123e                 |
| 163                               | Maxime Daniel (FRA)      | 102e                 |
| 164                               | Damien Gaudin (FRA)      | 79e                  |
| 165                               | Alexis Gougeard (FRA)    | AB                   |
| 166                               | Hugo Houle (CAN)         | 46e                  |
| 167                               | Quentin Jauregui (FRA)   | AB                   |
| 168                               | Sébastien Turgot (FRA)   | AB                   |
| Directeur sportif : Julien Jurdie |                          |                      |

| Topsport Vlaanderen-Baloise TSV       | Topsport Vlaanderen-Baloise TSV | Topsport Vlaanderen-Baloise TSV |
| ------------------------------------- | ------------------------------- | ------------------------------- |
| Num                                   | Coureur                         | Pos                             |
| 171                                   | Amaury Capiot (BEL)             | 41e                             |
| 172                                   | Sander Helven (BEL)             | 111e                            |
| 173                                   | Pieter Jacobs (BEL)             | 65e                             |
| 174                                   | Jonas Rickaert (BEL)            | 106e                            |
| 175                                   | Stijn Steels (BEL)              | 107e                            |
| 176                                   | Bert Van Lerberghe (BEL)        | 113e                            |
| 177                                   | Gijs Van Hoecke (BEL)           | 89e                             |
| 178                                   | Jelle Wallays (BEL)             | 81e                             |
| Directeur sportif : Walter Planckaert |                                 |                                 |

| Wanty-Groupe Gobert WGG                      | Wanty-Groupe Gobert WGG   | Wanty-Groupe Gobert WGG |
| -------------------------------------------- | ------------------------- | ----------------------- |
| Num                                          | Coureur                   | Pos                     |
| 181                                          | Simone Antonini (ITA)     | 73e                     |
| 182                                          | Frederik Backaert (BEL)   | 43e                     |
| 183                                          | Tom Devriendt (BEL)       | 124e                    |
| 184                                          | Björn Leukemans (BEL)     | 12e                     |
| 185                                          | Marco Marcato (ITA)       | 15e                     |
| 186                                          | Mirko Selvaggi (ITA)      | 47e                     |
| 187                                          | James Vanlandschoot (BEL) | AB                      |
| 188                                          | Frederik Veuchelen (BEL)  | AB                      |
| Directeur sportif : Hilaire Van der Schueren |                           |                         |

| Androni Giocattoli AND              | Androni Giocattoli AND     | Androni Giocattoli AND |
| ----------------------------------- | -------------------------- | ---------------------- |
| Num                                 | Coureur                    | Pos                    |
| 191                                 | Marco Bandiera (ITA)       | 94e                    |
| 192                                 | Marco Benfatto (ITA)       | AB                     |
| 193                                 | Tiziano Dall'Antonia (ITA) | AB                     |
| 194                                 | Alessio Taliani (ITA)      | AB                     |
| 195                                 | Oscar Gatto (ITA)          | 23e                    |
| 196                                 | Alberto Nardin (ITA)       | AB                     |
| 197                                 | Fabio Taborre (ITA)        | AB                     |
| 198                                 | Andrea Zordan (ITA)        | AB                     |
| Directeur sportif : Roberto Miodini |                            |                        |

| MTN-Qhubeka MTN                       | MTN-Qhubeka MTN                   | MTN-Qhubeka MTN |
| ------------------------------------- | --------------------------------- | --------------- |
| Num                                   | Coureur                           | Pos             |
| 201                                   | Edvald Boasson Hagen (NOR)        | 19e             |
| 202                                   | Tyler Farrar (USA)                | 64e             |
| 203                                   | Matthew Brammeier (IRL)           | AB              |
| 204                                   | Gerald Ciolek (GER)               | AB              |
| 205                                   | Nicolas Dougall (RSA)             | AB              |
| 206                                   | Reinardt Janse van Rensburg (RSA) | 57e             |
| 207                                   | Youcef Reguigui (ALG)             | 103e            |
| 208                                   | Kristian Sbaragli (ITA)           | 45e             |
| Directeur sportif : Michel Cornelisse |                                   |                 |

| Southeast STH                     | Southeast STH         | Southeast STH |
| --------------------------------- | --------------------- | ------------- |
| Num                               | Coureur               | Pos           |
| 211                               | Rafael Andriato (BRA) | 99e           |
| 212                               | Andrea Dal Col (ITA)  | AB            |
| 213                               |                       |               |
| 214                               | Mauro Finetto (ITA)   | 109e          |
| 215                               | Giuseppe Fonzi (ITA)  | AB            |
| 216                               | Jakub Mareczko (ITA)  | AB            |
| 217                               | Mirko Tedeschi (ITA)  | AB            |
| 218                               | Eugert Zhupa (ALB)    | AB            |
| Directeur sportif : Serge Parsani |                       |               |

| Europcar EUC                          | Europcar EUC              | Europcar EUC |
| ------------------------------------- | ------------------------- | ------------ |
| Num                                   | Coureur                   | Pos          |
| 221                                   | Thomas Voeckler (FRA)     | AB           |
| 222                                   | Giovanni Bernaudeau (FRA) | 44e          |
| 223                                   | Antoine Duchesne (CAN)    | 59e          |
| 224                                   | Tony Hurel (FRA)          | 122e         |
| 225                                   | Vincent Jérôme (FRA)      | 17e          |
| 226                                   | Yannick Martinez (FRA)    | 35e          |
| 227                                   | Alexandre Pichot (FRA)    | 51e          |
| 228                                   | Angélo Tulik (FRA)        | 39e          |
| Directeur sportif : Dominique Arnould |                           |              |

| Roompot Oranje Peloton ROP        | Roompot Oranje Peloton ROP | Roompot Oranje Peloton ROP |
| --------------------------------- | -------------------------- | -------------------------- |
| Num                               | Coureur                    | Pos                        |
| 231                               | Johnny Hoogerland (NED)    | 37e                        |
| 232                               | Berden de Vries (NED)      | AB                         |
| 233                               | Wesley Kreder (NED)        | 78e                        |
| 234                               | Tim Kerkhof (NED)          | AB                         |
| 235                               | Raymond Kreder (NED)       | 108e                       |
| 236                               | Ivar Slik (NED)            | 117e                       |
| 237                               | Sjoerd van Ginneken (NED)  | 110e                       |
| 238                               | Brian van Goethem (NED)    | AB                         |
| Directeur sportif : Erik Breukink |                            |                            |